# سیارک ۱۰۸۳۰
سیارک ۱۰۸۳۰ (به انگلیسی: 10830 Desforges، نامگذاری:1993UT6) ده هزار و هشتصد و سیمین سیارک کشف شده‌است که در ۲۰ اکتبر ۱۹۹۳ کشف شد.
قدر مطلق سیارک برابر ۲۴.۵ است.